# Хронология архитектурных стилей

## После 1900
- Архитектурные стили после 1900 года

## 1750—1900
- Архитектурные стили 1750—1900 годов

## 1000—1750
- Архитектурные стили после 1000 года

## Периоды архитектурных стилей
- Архитектурные стили от 6000г. до н.э.  до настоящего времени.